# Житомирский, Геньо
Ге́ньо Житоми́рский (пол. Henio Żytomirski, ивр. הניו ז'יטומירסקי‎; полное имя — Генрик Житомирский (пол. Henryk Żytomirski); 25 марта 1933, Люблин, Польша — 9 ноября 1942, концлагерь Майданек) — польский еврей из Люблина; мальчик, в возрасте девяти лет казнённый в газовой камере концлагеря Майданек. Стал одним из символов Холокоста в Польше.

## Семья Житомирских
История семьи Житомирских известна только фрагментарно. Дед Геньо Житомирского, Фроим Житомирский, был родом из Меджибожа. Его жена Хая Меламед — из Риги (Латвия). Где-то под конец XIX века они познакомились в Варшаве и поженились. Здесь, в Варшаве, Фроим выполнял религиозные функции в местном кагале. После Первой мировой войны, в 1920-х годах, супруги вместе с детьми переехали жить в Люблин; семья Хаи осталась в Варшаве, а сестра Фроима Лена эмигрировала в США. В Люблине Фроим Житомирский был владельцем магазина канцтоваров.
Его сын Шмуэл (другой вариант имени — Самуэль) женился на Саре Оксман и получил педагогическое образование. Сначала преподавал в еврейской гимназии в Варшаве, далее — в начальной школе Быхавы (был её основателем, и, вероятно, директором). Шмуэл был сторонником нового педагогического течения в еврейском образовании — тарбута (секуляризованные школы по образцу тогдашних польских школ, однако с акцентом на изучение иврита). Вероятно, что параллельно с работой в Быхаве он ещё преподавал в Люблине. Преподавал историю и литературу. Сара руководила магазином. В 1933 году у них родился сын Геньо (Генрик).
Дочь Фроима Соня вышла замуж за Юзефа Корнберга и они переехали в Казимеж-Дольны. В 1936 году на свет появился их сын Абрам. Эстер и Рахиль, две другие дочери Фроима, так и не вышли замуж.
Леон Житомирский в 1937 году эмигрировал в Палестину. Как и его отец Фроим и брат Шмуэл, Леон был сторонником идей сионизма. Существует предположение, что уже там, в эмиграции, он женился на Хане Гохберг. Вся семья Житомирских планировала выехать в Палестину, но больше никто не успел этого сделать — началась оккупация Польши. Из всей семьи пережил войну только Леон Житомирский.
|       |       |       |       |        |        |        |        |             |             |             |             |             |             |  |  |      |      |      |      |       |       |       |       |               |               | Фроим Житомирский | Фроим Житомирский | Фроим Житомирский | Фроим Житомирский | Фроим Житомирский | Фроим Житомирский |       |       |       |       |        |        | Хая Меламед | Хая Меламед | Хая Меламед  | Хая Меламед  | Хая Меламед  | Хая Меламед  |              |              |      |      |              |              |              |              |              |              |        |        |        |        |        |        |        |        |  |  |
|       |       |       |       |        |        |        |        |             |             |             |             |             |             |  |  |      |      |      |      |       |       |       |       |               |               | Фроим Житомирский | Фроим Житомирский | Фроим Житомирский | Фроим Житомирский | Фроим Житомирский | Фроим Житомирский |       |       |       |       |        |        | Хая Меламед | Хая Меламед | Хая Меламед  | Хая Меламед  | Хая Меламед  | Хая Меламед  |              |              |      |      |              |              |              |              |              |              |        |        |        |        |        |        |        |        |  |  |
|       |       |       |       |        |        |        |        |             |             |             |             |             |             |  |  |      |      |      |      |       |       |       |       |               |               |                   |                   |                   |                   |                   |                   |       |       |       |       |        |        |             |             |              |              |              |              |              |              |      |      |              |              |              |              |              |              |        |        |        |        |        |        |        |        |  |  |
|       |       |       |       |        |        |        |        |             |             |             |             |             |             |  |  |      |      |      |      |       |       |       |       |               |               |                   |                   |                   |                   |                   |                   |       |       |       |       |        |        |             |             |              |              |              |              |              |              |      |      |              |              |              |              |              |              |        |        |        |        |        |        |        |        |  |  |
| Шмуэл | Шмуэл | Шмуэл | Шмуэл | Шмуэл  | Шмуэл  |        |        | Сара Оксман | Сара Оксман | Сара Оксман | Сара Оксман | Сара Оксман | Сара Оксман |  |  | Соня | Соня | Соня | Соня | Соня  | Соня  |       |       | Юзеф Корнберг | Юзеф Корнберг | Юзеф Корнберг     | Юзеф Корнберг     | Юзеф Корнберг     | Юзеф Корнберг     |                   |                   | Эстер | Эстер | Эстер | Эстер | Эстер  | Эстер  |             |             | Леон         | Леон         | Леон         | Леон         | Леон         | Леон         |      |      | Хана Гохберг | Хана Гохберг | Хана Гохберг | Хана Гохберг | Хана Гохберг | Хана Гохберг |        |        | Рахиль | Рахиль | Рахиль | Рахиль | Рахиль | Рахиль |  |  |
| Шмуэл | Шмуэл | Шмуэл | Шмуэл | Шмуэл  | Шмуэл  |        |        | Сара Оксман | Сара Оксман | Сара Оксман | Сара Оксман | Сара Оксман | Сара Оксман |  |  | Соня | Соня | Соня | Соня | Соня  | Соня  |       |       | Юзеф Корнберг | Юзеф Корнберг | Юзеф Корнберг     | Юзеф Корнберг     | Юзеф Корнберг     | Юзеф Корнберг     |                   |                   | Эстер | Эстер | Эстер | Эстер | Эстер  | Эстер  |             |             | Леон         | Леон         | Леон         | Леон         | Леон         | Леон         |      |      | Хана Гохберг | Хана Гохберг | Хана Гохберг | Хана Гохберг | Хана Гохберг | Хана Гохберг |        |        | Рахиль | Рахиль | Рахиль | Рахиль | Рахиль | Рахиль |  |  |
|       |       |       |       |        |        |        |        |             |             |             |             |             |             |  |  |      |      |      |      |       |       |       |       |               |               |                   |                   |                   |                   |                   |                   |       |       |       |       |        |        |             |             |              |              |              |              |              |              |      |      |              |              |              |              |              |              |        |        |        |        |        |        |        |        |  |  |
|       |       |       |       |        |        |        |        |             |             |             |             |             |             |  |  |      |      |      |      |       |       |       |       |               |               |                   |                   |                   |                   |                   |                   |       |       |       |       |        |        |             |             |              |              |              |              |              |              |      |      |              |              |              |              |              |              |        |        |        |        |        |        |        |        |  |  |
|       |       |       |       | Генрик | Генрик | Генрик | Генрик | Генрик      | Генрик      |             |             |             |             |  |  |      |      |      |      | Абрам | Абрам | Абрам | Абрам | Абрам         | Абрам         |                   |                   |                   |                   |                   |                   | Нетта | Нетта | Нетта | Нетта | Нетта  | Нетта  |             |             | Нахум Авидар | Нахум Авидар | Нахум Авидар | Нахум Авидар | Нахум Авидар | Нахум Авидар |      |      | Яков         | Яков         | Яков         | Яков         | Яков         | Яков         |        |        | Эрэла  | Эрэла  | Эрэла  | Эрэла  | Эрэла  | Эрэла  |  |  |
|       |       |       |       | Генрик | Генрик | Генрик | Генрик | Генрик      | Генрик      |             |             |             |             |  |  |      |      |      |      | Абрам | Абрам | Абрам | Абрам | Абрам         | Абрам         |                   |                   |                   |                   |                   |                   | Нетта | Нетта | Нетта | Нетта | Нетта  | Нетта  |             |             | Нахум Авидар | Нахум Авидар | Нахум Авидар | Нахум Авидар | Нахум Авидар | Нахум Авидар |      |      | Яков         | Яков         | Яков         | Яков         | Яков         | Яков         |        |        | Эрэла  | Эрэла  | Эрэла  | Эрэла  | Эрэла  | Эрэла  |  |  |
|       |       |       |       |        |        |        |        |             |             |             |             |             |             |  |  |      |      |      |      |       |       |       |       |               |               |                   |                   |                   |                   |                   |                   |       |       |       |       |        |        |             |             |              |              |              |              |              |              |      |      |              |              |              |              |              |              |        |        |        |        |        |        |        |        |  |  |
|       |       |       |       |        |        |        |        |             |             |             |             |             |             |  |  |      |      |      |      |       |       |       |       |               |               |                   |                   |                   |                   |                   |                   |       |       |       |       |        |        |             |             |              |              |              |              |              |              |      |      |              |              |              |              |              |              |        |        |        |        |        |        |        |        |  |  |
|       |       |       |       |        |        |        |        |             |             |             |             |             |             |  |  |      |      |      |      |       |       |       |       |               |               |                   |                   | Юваль             | Юваль             | Юваль             | Юваль             | Юваль | Юваль |       |       | Шмуэль | Шмуэль | Шмуэль      | Шмуэль      | Шмуэль       | Шмуэль       |              |              | Яков         | Яков         | Яков | Яков | Яков         | Яков         |              |              | Дганит       | Дганит       | Дганит | Дганит | Дганит | Дганит |        |        |        |        |  |  |

Детали жизни Геньо Житомирского и всей семьи удалось воссоздать благодаря дочери Леона, Нетте Житомирской-Авидар, художнице из Нетании. В 2001 году она приехала в Люблин и привезла с собой отдельные письма и фотографии, которые семья Житомирских отправляла Леону в Палестину. В Люблине она встретилась с сотрудником местной ячейки организации «Брама Гродска — Театр NN», которые занимаются, среди прочего, сохранением памяти о еврейском прошлом города. После разговора с ними Нетта решила отправить в Люблин и другие бумаги из семейного архива.

## Биография

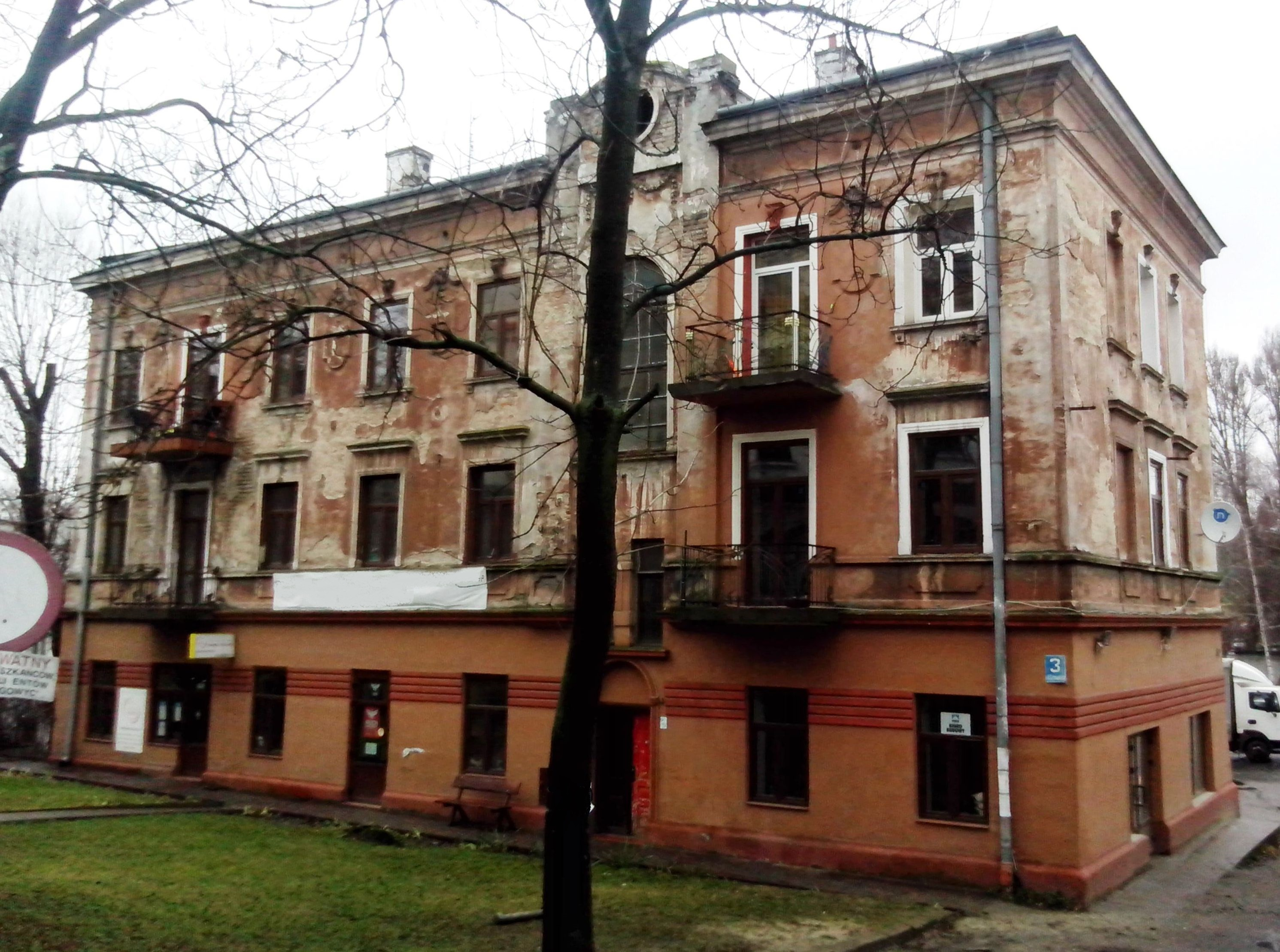
Дом по улице Шевской, 3. Семья Житомирских жила здесь до 1941 года

Геньо Житомирский родился 25 марта 1933 года в Люблине. Был единственным ребёнком в семье. С сентября 1937 года начал посещать детсад. Июльские каникулы 1938 года провёл в селе Руды под Пулавами. Двоюродная сестра пишет о нём как о резвом и энергичном ребёнке. Сохранились фотографии практически с каждого года жизни Геньо (до возраста шести лет). Его последняя фотография была сделана 5 июля 1939 года на ступеньках одного из люблинских банков. На ней Геньо одет в белую футболку-поло, клетчатые шорты и полосатые носки, робко улыбается в камеру.
Летом 1939 года мальчик научился ездить на своём новом велосипеде и готовился в сентябре пойти в школу. Отец считал, что Геньо должен выучить иврит, чтобы потом выехать в Палестину. Однако началась Вторая мировая война.
После начала войны отец Геньо Шмуэль на некоторое время уехал во Львов, пытаясь достать для семьи разрешение на выезд из страны. Эта попытка закончилась неудачей и он вернулся обратно. 24 марта 1941 года Житомирские получили приказ покинуть своё жильё по Шевской, 3 и переселиться в Люблинское гетто. Здесь они поселились на Ковальской, 11. Шмуэл стал работником юденрата и руководителем почтового отделения гетто. Тёти Геньо, Рахиль и Эстер, работали в гетто, а его мать — дома. Дед Фроим продолжал управлять магазином, пока 10 ноября 1941 года не умер от тифа. Перед смертью Фроим завещал похоронить его как можно ближе к воротам кладбища, чтобы «первым увидеть освобождение Люблина». Однако в 1943 году во время ликвидации кладбища могила и надгробие Фроима Житомирского были уничтожены.
Приблизительно 16 апреля 1942 года всех женщин из семьи в рамках операции «Рейнхард» вывезли в Белжецкий лагерь смерти, где, они, вероятно, были в скором времени казнены. Геньо и его отец были переведены в гетто в Майдане Татарском (в то время — пригород Люблина).
Последнее письмо Шмуэла Житомирского, где есть упоминание о Геньо, было проштамповано в женевском отделении Красного Креста 8 января 1943 года (дата написания письма неизвестна; очевидно, оно было написано намного раньше):

Дорогой Леон! Поздравление получил. Очень тронут. Отец умер 10 ноября 1941 года. Я с Генюсем вместе. Привет Хане и всей моей семье.
Самуэль
Оригинальный текст (пол.)Kochany Leonie! Pozdrowienia otrzymałem. Niezmiernie wzruszony. Ojciec zmarł 10 listopada 1941 r. Ja z Heniusiem jesteśmy razem. Pozdrów Chanę i całą moją rodzinę.

Samuel

После ликвидации гетто в Майдане Татарском 9 ноября 1942 года его заключённые были переправлены в Майданек. Вероятнее всего, Геньо был умерщвлён в газовой камере лагеря после селекции вновь прибывших узников.
Его отец был отправлен в лагерь в Веняве (сейчас — один из районов Люблина) строить стадион на месте разрушенного еврейского кладбища. В последнем письме к родственникам, отправленном 19 марта 1943 года, Шмуэл Житомирский писал только о себе — другие члены семьи на тот момент были уже мертвы. Детали смерти Шмуэла неизвестны, однако войну он тоже не пережил. Вероятнее всего, был расстрелян во время операции «Эрнтефест» 3 ноября 1943 года.

## Память
Реконструкция жизни и обстоятельств смерти Геньо дали возможность организации «Брама Гродска — Театр NN» из Люблина разработать ряд проектов, связанных с сохранением памяти о нём.

### «Listy do Henia»
Проект «Listy do Henia» (рус. «Письма к Геньо») стал продолжением и следующим этапом развития предыдущей акции «Брамы» — «Listy do getta» (рус. «Письма в гетто»). Письма отсылались начиная с 2001 года на случайно отобранные адреса домов, которые существовали в люблинском гетто и были в 1942 году разрушены нацистами. Но все они впоследствии возвращаются отправителям с почтовыми пометками «Такого адреса не существует» или «Адресат не найден». В 2002 году среди адресатов этих писем впервые появился Геньо Житомирский. Вскоре этот проект сконцентрировался на Геньо — «невозможно запомнить лица 40 тысяч люблинских жертв Холокоста. Запомним хотя бы одно».
Начиная с 2005 года, 19 апреля на ступеньках банка Pekao на Краковском предместье, 64 (раньше — помещение Банка государственного хозяйства) устанавливается репродукция фотографии мальчика. Он «стоит» на том же месте, где был сфотографирован в 1939 году, за два месяца до начала войны. Тут же находится специальный почтовый ящик, куда все желающие (в частности, люблинские школьники и случайные прохожие) кидают письма, адресованные Геньо. В случае школ перед написанием писем для учащихся проводятся мастер-классы, целью которых является знакомство участников мастер-классов с Холокостом через призму судьбы отдельного ребёнка.
Дата 19 апреля для этого события была выбрана не случайно, поскольку именно в этот день в Польше отмечается День памяти жертв Холокоста и предотвращение преступлений против человечества.

### «Elementarz — Dzieci w obozie na Majdanku»

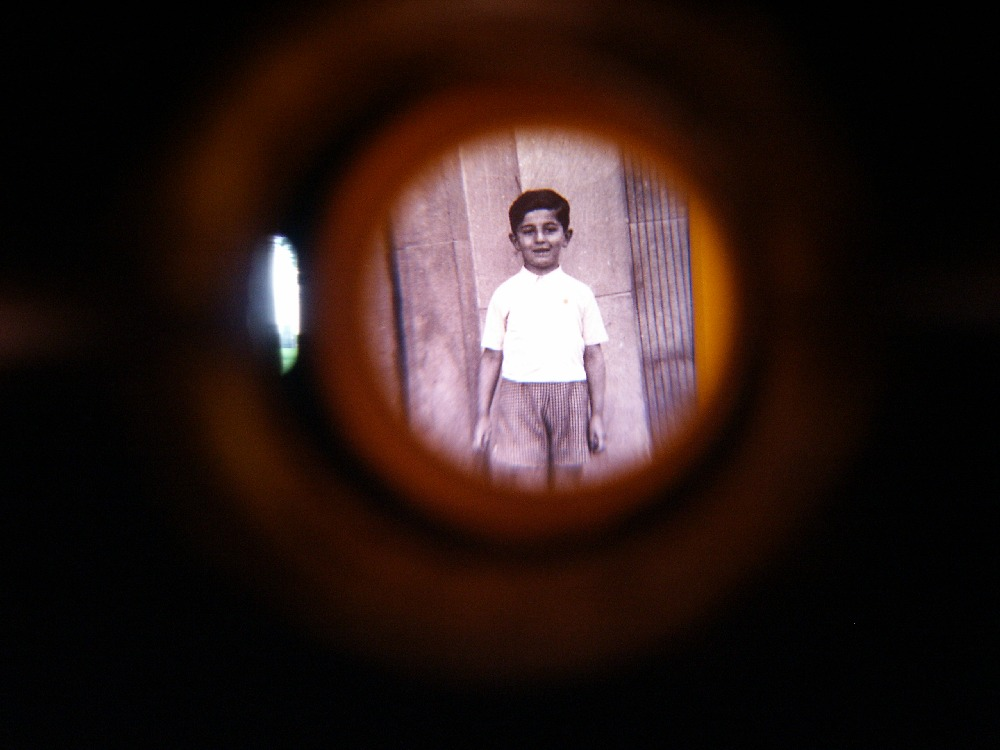
Слайд с фотографией Геньо на экспозиции «Elementarz»

С 2002 года в музее Майданек реализуется программа ЕС «Нацистские концлагеря в исторической памяти». Его частью стала устроенная работниками Брамы Гродской в 2003 году выставка «Elementarz — Dzieci w obozie na Majdanku» (рус. «Азбука — дети в лагере Майданек»). Она находится в бараке № 53 концлагеря и посвящена четырём детям, которые здесь находились: евреям Генрику Житомирскому и Галине Гринштейн, польке Янине Бучек и белорусу Петру Крищенко. Пространство барака символично поделёно на две части — «мир школы и азбуки» и «мир лагеря». Экспозиция показывает судьбы детей в концлагерях, которые были насильственно оторваны от простого и наивного мира азбуки и вброшены в мир лагеря. По состоянию на начало 2015 года выставка доступна для посетителей только по предварительной записи.

### Онлайн-фотоальбомы. «Henio. Historia jednego życia»
Позже было создано два онлайн-фотоальбома — один посвящён исключительно мальчику, другой — его семье. В них немного фотографий, вместе с тем, они имеют значительную историческую ценность и дают информацию о жизни люблинских евреев перед войной. Эти альбомы показывают тесные дружелюбные отношения внутри семьи Житомирских и отношения между разными поколениями родственников (прогулку деда Фроима с внуком, прощания с отъезжающим в Палестину Леоном, семейные праздники и т. д.). Этим фотоальбомам аккомпанирует бумажный буклет «Henio. Historia jednego życia» (рус. «Геньо. История одной жизни»). По мнению Евы Станчик, эта книга наводит на аналогии с Меморбихерами (книгами памяти умерших у ашкеназов), однако, в отличие от них, написана неевреями.

### Профиль в Facebook
18 августа 2009 года у Геньо появился профиль в Facebook. Его модерировал сотрудник Брамы Гродской Пётр Брожек (пол. Piotr Brożek), опубликовывая от имени мальчика фотографии и посты на польском языке. Вскоре, когда к нему в друзья стали добавляться иностранцы, они переводили эти публикации на свои языки. В Театре NN было собрано довольно много информации про Геньо (в том числе фотографии и письма, которые семья Житомирских посылала родственникам), и это дало возможность предположить, о чём мог бы писать парень. «Геньо» публиковал довольно простые тексты о своей повседневной жизни, например, такой:

Мне семь лет. У меня есть мама и папа. У меня есть мой любимый город. Не у каждого есть мама и папа, но у каждого есть любимый город. Сегодня я решил, что никогда не уеду из Люблина. Останусь здесь навсегда. В моем любимом городе. С мамой и папой. В Люблине.
Оригинальный текст (пол.)Mam siedem lat. Mam mamę i tatę. Mam swoje ulubione miejsce. Nie każdy ma mamę i tatę, ale każdy ma swoje ulubione miejsce. Dziś postanowiłem, że nigdy ne wyjadę z Lublina. Zostanę tu na zawsze. W moim ulubionym miejscu. Z mamą i tatą. W Lublinie.

Этот проект вызвал дискуссии по поводу этичности ведения страницы от имени казнённого ребёнка. В частности, против такой формы почтения памяти жертвы Холокоста выступал люблинский историк Адам Копцёвский. Вместе с тем, двоюродная сестра Геньо Нетта Авидар в заметке на его профиле отметила:

Мы пытаемся реконструировать его жизнь в гетто из показаний тех, кто выжил, из документов, из знания истории Люблина во время нацистской оккупации. Из всех этих данных мы пытаемся предположить, какими могли бы быть его записи.
Геньо также является сборной личностью, символической фигурой, образом. На примере его личности представлено уничтожение долго существовавшей еврейской общины Люблина.
Оригинальный текст (англ.)We try to reconstruct his life in the ghetto from survivors' testimonies, from documents, from knowing the history of Lublin during the Nazi occupation. From all of these we try to guess what might have been his testimony.

Henio is also a representing figure, a symbolic figure, an icon. His figure represents the destruction of the ancient Jewish community of Lublin.

Профиль Геньо также является примером того, как социальные сети можно удачно использовать с просветительской целью. Он собрал максимально возможное для профиля частной личности количество друзей. Однако из-за нарушения правил Facebook (ведение профиля от чужого имени) в июле 2010 года страницу Геньо Житомирского удалили.

### Комикс о Геньо
В 2012 году, через 70 лет после ликвидации Люблинского гетто, история Геньо была воплощена в виде чёрно-белого комикса «Spacer» (рус. «Прогулка»). Такой формат был выбран, в частности, чтобы достичь целевой аудитории — детей. По сюжету, Геньо гуляет с отцом по городу. Шмуэль хочет зайти к портному и забрать школьную форму для мальчика, а Геньо желает пойти за мороженым. Встречая разных знакомых, они беседуют о будущем отъезде в Палестину. В этой истории нет ни малейшего намёка на будущую трагедию. Только в самом конце книжки размещена последняя фотография мальчика и написано следующее:

Место, которое можно увидеть на фото на предыдущей странице, находится в самом центре Люблина. Не отличается чем-то особенным и не привлекает к себе никакого внимания. В июле 1939 года именно здесь на минутку остановился маленький еврейский мальчик, Геньо Житомирский. Отец сфотографировал его. Фото сохранилось. Геньо погиб во время оккупации.
Оригинальный текст (пол.)Miejsce, które widać na fotografii na poprzedniej stronie znajduje się w samym centrum Lublina. Nie wyróżnia się niczym szczególnym i nie zwraca na siebie żadnej uwagi. W lipcu 1939 roku właśnie tu na chwilę stanął mały żydowski chłopczyk, Henio Żytomirski. Ojciec zrobił mu zdjęcie. Zdjęcie ocalało. Henio zginął podczas okupacji.

### На польском языке
- Tomasz Pietrasiewicz. Kręgi pamięci. — Lublin: Ośrodek «Brama Grodzka — Teatr NN», 2008. — ISBN 978-83-61064-18-3.
- Tomasz Pietrasiewicz. Henio. Historia jednego życia. — Lublin: Ośrodek «Brama Grodzka — Teatr NN», 2005.
- Tomasz Pietrasiewicz. Animacja sieci w programie. — Lublin: Ośrodka «Brama Grodzka – Teatr NN», 2010. — ISBN 978-83-61064-18-3.
- Maciej Pałka, Karol Konwerski. Spacer. — Lublin: Dom Słów, 2012. — ISBN 978-83-61064-32-9.

### На английском языке
- Ewa Stańczyk. The Absent Jewish Child: Photography and Holocaust Representation in Poland. — Journal of Modern Jewish Studies, (Volume 13, Issue 3), 2014. — 360—380 с.